# La Teuleria (Biosca)
La Teuleria és una masia del municipi de Biosca (Solsonès) que forma part de l'Inventari del Patrimoni Arquitectònic de Catalunya.

## Descripció
És un edifici de quatre façanes i tres plantes. A la façana sud, hi ha una entrada amb arc adovellat escarser, a la dovella central, hi ha la data de 1817. A cada costat de l'entrada, hi ha una petita obertura. A la planta següent, hi ha tres finestres amb llinda de pedra i ampit. Al darrer pis hi ha tres finestres amb llinda de pedra, la del centre amb ampit.
A la façana oest, hi ha una petita finestra amb ampit al segon pis. A la façana nord, hi ha una finestra al segon i una al tercer. A la façana est, hi ha dues finestres al segon pis. La coberta és de dos vessants (Est-Oest), acabada amb teules.
Adjunt a la façana est, hi ha un edifici que originalment tenia funció agrícola-ramadera. Té només una planta amb diverses obertures a la façana est. La coberta és d'un sol vessant (Est), acabada amb teules.